# Catherine Samba-Panza
Catherine Samba-Panza (* 26. června 1954 Fort Lamy) je středoafrická politička, od 23. ledna 2014 do 30. března 2016 prozatímní prezidentka země a první žena v této funkci. V minulosti byla starostkou hlavního města Bangui.
Prezidentkou byla zvolena parlamentem poté, co kvůli neustávajícímu násilí rezignoval na svou funkci samozvaný prezident Michel Djotodia i premiér Nicolas Tiengaye. Zemi vedla do nových prezidentských voleb, které se uskutečnily v říjnu a listopadu 2015. Dne 30. března 2016 byla ve funkci nahrazena řádně zvoleným prezidentem Faustin-Archangem Touadérou.